# Цизит
Цизит — рідкісний мінерал, ванадат міді з формулою: β-Cu2V2O7. Відкритий в 1980 році у вигляді моноклінних кристалів, що виникають як вулканічні сублімати навколо фумарол у кратері вулкану Ісалько, Сальвадор. Він названий на честь Емануеля Джорджа Циса (1883—1981), американського геохіміка, який вивчав Ісалько в 1930-х роках.
З цизитом тісно пов'язаний блоссит — також ванадат міді з формулою α-Cu2V2O7, який утворює орторомбічні кристали. Блоссит був також вперше описаний за зразками з вулкану Ісалько.
Цизит і блоссит являють собою поліморфи — різні кристалічні структури для одного і того ж хімічного складу і досить схожі за фізичними властивостями.
Супутні мінерали: стойберит, щербинаїт, баннерманіт, фінгерит, макбьорнеїт, блоссит, халькоціаніт і халькантит.